# Chung kết UEFA Champions League 1993
Trận chung kết UEFA Champions League năm 1993 là trận chung kết đầu tiên của UEFA Champions League và là trận chung kết thứ ba mươi tám của Cúp C1 châu Âu. Đây là trận đấu giữa Olympique de Marseille của Pháp và AC Milan của Ý trên sân vận động Olympic ở München, Đức vào ngày 26 tháng 5 năm 1993. Với bàn thắng duy nhất của cầu thủ người Côte d'Ivoire Basile Boli ở phút thứ 43, Olympique de Marseille lần đầu tiên giành UEFA Champions League. Tuy nhiên, Olympique de Marseille không có cơ hội bảo vệ danh hiệu này vì bê bối hối lộ ở giải vô địch bóng đá Pháp.

## Chi tiết trận đấu
| Marseille | 1–0                         | Milan |
| --------- | --------------------------- | ----- |
| Boli 43'  | Оverview Report MatchCentre |       |

| Marseille | Milan |

| |    |                        |     |     |
| |    |                        |     |     |
| TM | 1  | Fabien Barthez         | 70' |     |
| HV | 2  | Jocelyn Angloma        |     | 62' |
| HV | 3  | Éric Di Meco           | 31' |     |
| HV | 4  | Basile Boli            | 56' |     |
| HV | 5  | Franck Sauzée          |     |     |
| TV | 6  | Marcel Desailly        |     |     |
| TV | 7  | Jean-Jacques Eydelie   |     |     |
| TV | 8  | Alen Bokšić            |     |     |
| TV | 11 | Didier Deschamps (ĐT)  |     |     |
| TĐ | 9  | Rudi Völler            |     | 79' |
| TĐ | 10 | Abedi Pelé             |     |     |
| Dự bị: |    |                        |     |     |
| TV |    | Jean-Philippe Durand   |     | 62' |
| TV |    | Jean-Christophe Thomas |     | 79' |
| TM |    | Pascal Olmeta          |     |     |
| HV |    | Bernard Casoni         |     |     |
| TĐ |    | Jean-Marc Ferreri      |     |     |
| Huấn luyện viên: |    |                        |     |     |
| Raymond Goethals Trợ lý trọng tài: Zivanko Popović (Thụy Sĩ) Erwin Kreig (Thụy Sĩ) Trọng tài thứ 4: Serge Muhmenthaler (Thụy Sĩ) |    |                        |     |     |

|                  |    |                       |     |     |
|                  |    |                       |     |     |
| TM               | 1  | Sebastiano Rossi      |     |     |
| HV               | 2  | Mauro Tassotti        |     |     |
| HV               | 5  | Alessandro Costacurta |     |     |
| HV               | 6  | Franco Baresi (ĐT)    |     |     |
| HV               | 3  | Paolo Maldini         |     |     |
| TV               | 4  | Demetrio Albertini    |     |     |
| TV               | 7  | Gianluigi Lentini     | 39' |     |
| TV               | 8  | Frank Rijkaard        |     |     |
| TV               | 10 | Roberto Donadoni      |     | 55' |
| TĐ               | 9  | Marco van Basten      |     | 86' |
| TĐ               | 11 | Daniele Massaro       |     |     |
| Dự bị:           |    |                       |     |     |
| TĐ               |    | Jean-Pierre Papin     |     | 55' |
| TV               |    | Stefano Eranio        |     | 86' |
| TM               |    | Carlo Cudicini        |     |     |
| TV               |    | Alberigo Evani        |     |     |
| HV               |    | Stefano Nava          |     |     |
| Huấn luyện viên: |    |                       |     |     |
| Fabio Capello    |    |                       |     |     |